# Río Salado (afluente del Henares)
El río Salado, antiguamente denominado Gormellón, es un río del interior de la península ibérica, perteneciente a la cuenca del Tajo. Nace en las proximidades de Paredes de Sigüenza y desemboca en el Henares.

## Curso del río
El río, cuyo curso tiene una longitud de unos 44 km, recibe su nombre porque atraviesa materiales muy solubles que hacen que el agua se cargue de cloruro de sodio (NaCl). Nace cerca de Paredes, al paso por Valdelcubo se le une el río Berral, y desde Sienes el río Buitrón, continúa por Riba de Santiuste hacia las Salinas de Imón, pasando por La Barbolla, donde se junta el río de la Laguna, continuando a las salinas de Gormellon uniéndose el río Cercadillo, hacia Santamera donde dicho río ha labrado una de las hoces más bellas de la comarca, desde aquí el río Salado forma el embalse del Atance hasta la presa de Huérmeces del Cerro, algo más abajo recibe el aporte del Regacho, desde donde continúa el curso hasta el pueblo de Baides donde se une al río Henares que irá hacia Guadalajara y Alcalá de Henares, para unirse al río Jarama.